# Каломте-Балам
Каломте-Балам (дословно Воитель-Ягуар; правил в 511 — после 527 года) — соправитель и муж Иш-Йокин, девятнадцатой правительницы древнего майяского царства Мутуль со столицей в Тикале.

## Биография
В правление царя Чак-Ток-Ичака ІІI Каломте-Балам был полководцем.
Предположительно, он стал соправителем Иш-Йокин в 511 году, из-за того что царица взошла на мутульский престол в восьмилетнем возрасте и не могла управлять страной. При этом, для обоснования прав на власть, он женился на Иш-Йокин.
В его правление была поставлена тикальская стела 10.
Примерно после 527 года Иш-Йокин и Каломте-Баламу наследовал Чак-Ток-Ичак IV, который, вероятно, был их сыном.